# Norbottenspets
Il Norrbottenspets o Norrbotten Spitz o Norbotten Laika o Norbottenspetz è una razza di cane da caccia di tipo spitz, originario delle regioni settentrionali dei paesi nordici e della Russia. Originariamente considerato un cane da fattoria e da caccia, recentemente è diventato più popolare come cane da compagnia.
Come lo Spitz finnico, il Norrbottenspets è un cane da volatili ma dal mantello più leggero e caratterizzato da un carattere diverso.

## Storia

Areale di origine del Norrbottenspets

Gli antenati degli Spitz della provincia settentrionale del Norrbotten, presumibilmente, erano Spitz più piccoli che vivevano in epoca preistorica nelle aree delle foreste di conifere e della taiga artica, come testimoniano i reperti archeologici. 
Arrivarono con i coloni che si stabilirono nella Scandinavia occidentale intorno al XIV secolo a.C.; sono stati utilizzati principalmente per la caccia di scoiattoli, martore, zibellino ed ermellino.
All'inizio del XX secolo, la razza era praticamente scomparsa, solo rari esemplari potevano essere trovati in remoti villaggi svedesi.
Nel 1967 la razza fu riconosciuta dal Kennel Club svedese e fu redatto un nuovo standard. In Finlandia, dove questi cani sono chiamati Pohjanpystykorva, lo standard fu riconosciuto nel 1973, anno in cui si cominciò a registrare i cani appartenenti a questa razza.
Oggigiorno Il Norbotten Spitz è comune anche in Danimarca, Norvegia e Nord America.

## Caratteristiche
La ferma del Norrbotten è adatta per la ricerca di volatili, ma questo tipo di cane è stato storicamente utilizzato anche nella caccia agli scoiattoli, quando la pelliccia di questi animali era considerata preziosa, all'inizio del XX secolo e prima.
Oggi, la punta del Norrbotten è usata proprio come lo spitz finlandese, principalmente come cane che abbaia.  La razza è utilizzata oltre che per la caccia alla selvaggina da penna anche per cacciare ungulati (come alci e cinghiali), per la caccia ai mustellidi (come martore, visoni, tassi e cani procione), e raramente per caccia all'orso.
Nelle competizioni canine svedesi, per diventare campione il Norbottenspets deve qualificarsi nelle prove di caccia per i cani che segnalano la preda abbaiando.